# Mesteredző
A mesteredzői cím egy 1952-ben alapított, a legjobb magyar edzők elismerését szolgáló díj. A díjazottakat a szakszövetségek felterjesztései alapján, kezdetben az állami sportvezetés, majd 1991-től a Magyar Edzők Társaságának mesteredzői kollégiuma választja ki. A díjat jelenleg évente öt személy kaphatja meg.

## Díjazottak

### Asztalitenisz
- Bihari Tibor (1961)
- Juhos József (1961)
- Várkonyi László (1961)
- Kozma Béla (1961)
- Lovászy János (1961)
- Lakatos György (1961)
- Sidó Ferenc (1969)
- Berczik Zoltán (1973)
- Ormai László (1973)
- Poprócsi Barna (1977)
- Volper László (1977)
- Rózsás Péter (1983)
- Pigniczki László (1983)
- Fülöp István (1995)
- Téglás Péter (2007)

### Atlétika
- Bácsalmási Péter (1961)
- Cserenyei István (1961)
- Farkas Mátyás (1961)
- Kismartoni Károly (1961)
- Simek Ferenc (1961)
- Sír József (1961)
- Koltai Jenő (1961)
- Balogh Lajos (1961)
- Tompai Olivér (1961)
- Híres László (1961)
- Nagy Sándor (1961)
- Kelen János (1961)
- Bényi Károly (1964)
- Bakonyi Ferenc (1964)
- Paulinyi Jenő (1964)
- Christián László (1964)
- Várszegi József (1964)
- Harmati Sándor (1964)
- Söjtör József (1964)
- Dr. Báthori Béla (1964)
- Cziráki József (1964)
- Dr. Zarándi László (1964)
- Bessenyei Gyula (1967)
- Tenke Zoltán (1967)
- Agócs Jenő (1969)
- Fazekas Pál (1969)
- Fejes Zoltán (1969)
- Kereszturi Géza (1969)
- Tusz Ferenc (1969)
- Verbőczy József (1969)
- Farkas Pál (1969)
- Barna István (1971)
- Irányossi Gézáné (1971)
- Kakuszi Ferenc (1971)
- Rockenbauer István (1971)
- Szécsényi József (1971)
- Noszály Sándor (1973)
- Baracs Ferencné (Forró Mária) (1975)
- Kertész Tibor (1975)
- Dr. Szabó Miklós (1975)
- Kulcsár Gergely (1977)
- Csutka István (1977)
- Bakai József (1981)
- Oros Ferenc (1981)
- Farkas Mátyás (1983)
- Tamás László (1983)
- Tóth Gyula (1983)
- Németh Pál (1985)
- Tihanyi József (1985)
- Kovács Sándor (1985)
- Harsányi László (1989)
- Kocsis István (1991)
- Molnár István (1991)
- Schulek Ágoston (1991)
- Gagyi Endre (1993)
- Szabó Ernő (1997)
- Széles Lajos (1998)
- Tóth Sándor (1999)
- Dr. Sztipics László (2000)
- Benkő Ákos (2004)
- Csoma Ferenc (2006)
- Fogarasi Sándor (2007)
- Nagy Zsuzsanna (2007)
- Németh Zsolt (2014)
- Szalma László (2023)

### Autó-motor
- Perényi Pál (1985)

### Birkózás
- Matura Mihály (1961)
- Papp László (1961)
- Kárpáti Károly (1961)
- Schwallner András (1961)
- Pintér István (1969)
- Hoffmann Géza (1970)
- Gurics György (1973)
- Tóth Gyula (1973)
- Tombor István (1977)
- Jurida Károly (1977)
- Gutman József (1979)
- Kruj Iván (1981)
- Müller Ferdinánd (1981)
- Nottny Növényi Norbert (1981)
- Székely Pál (1981)
- Hódos Imre (1983)
- Besze László (1983)
- Varga János (1985)
- Maróthy István (1985)
- Hollósi Géza (1985)
- Hegedűs Csaba (1985)
- Gáspár Ferenc (1987)
- Kiss Ferenc (1987)
- Klinga László (1987)
- Bolla József (1989)
- Komóczi Gábor (1989)
- Szőnyi János (1989)
- Baracsi Imre (1991)
- Benkő Gyula (1991)
- Kocsis Ferenc (1991)
- Paulicska Béla (1993)
- Tóth Lajos (1994)
- Kiss Kálmán (1995)
- Rácz Lajos (1996)
- Balla József (1998)
- Görcsös József (1999)
- Gulyás István (2002)
- Bacsa Ferenc (2009)
- Széles József (2010)
- Kovács Sándor Pál (2013)
- Nagy Lajos (2014)
- Komáromi Tibor (2020)

### Cselgáncs
- Dr. Saáry József (1961)
- Galla Ferenc (1971)
- Horváth István (1977)
- Króner Ferenc (1983)
- Varga András (1985)
- Moravetz Ferenc (1985)
- Braskó Péter (1987)
- Erdődy Miklós (1987)
- Gyuró László (1991)
- Hangyási László (1993)
- Ozsvár András (1994)
- Sápi Miklós (2000)
- Dr. Hetényi Antal (2007)
- Toncs Péter (2009)
- Bíró Tamás (2010)
- Pánczél Gábor (2011)
- Csernoviczki Csaba (2012)

### Evezés
- Dr. Ballya Hugó (1961)
- Hollósi Frigyes (1961)
- Dr. Török Zoltán (1961)
- Bányai Béla (1961)
- Götz Gusztáv (1961)
- Jaskievitz István (1961)
- Molnár László (1961)
- Bartók Ernő (1961)
- Dr. Irányossy Géza (1969)
- Jásdy Sándor (1970)
- Varró Imre (1977)
- Szabó Károly (1985)
- Sarlós Györgyné (1991)
- Fáth András (1994)
- Ficsor László (2002)
- Rapcsák Károly (2005)

### Gyorskorcsolya
- Telegdi Attila (2016)
- Bánhidi Ákos (2018)

### Íjászat
- Dr. Mónus András (1981)
- Doetsch Béla (1991)
- Hack Antal (1994)

### Jégkorong
- Rajkai László (életmű) (1996)
- Jakabházy László (életmű) (1998)
- Kercsó Árpád (2007)

### Kajak-kenu
- Gelle Sándor (1961)
- Granek István (1961)
- Füzesséry Gyula (1961)
- Szabó Sándor (1961)
- Söptei Róbert (1961)
- Szabó Ferenc (1961)
- Parti János (1963)
- Kolozsvári István (1964)
- Kulcsár János (1970)
- Kemecsey Imre (1975)
- Péhl József (1975)
- Vén Lajos (1975)
- Hajba Antal (1977)
- Babella László (1977)
- Horváth Péter (1981)
- Ürögi László (1981)
- Szántó Csaba (1983)
- Vajda Vilmos (1983)
- Dávid Géza (1985)
- Felkainé Gállos Éva (1985)
- Angyal Zoltán (1987)
- Dunai István (1987)
- Nagy György (1987)
- Rozsnyói Katalin (1989)
- Farkas Zoltán (1989)
- Kluka József (1989)
- Koléder Vilmos (1989)
- Spang Ottó (1989)
- Tóth Árpád (1989)
- Sóti István (1991)
- Svidró József (1991)
- Sztanity László Antal (1991)
- Várkonyi Géza (1993)
- Vaskuti István (1994)
- Ludasi Róbert (1994)
- Gyöngyösi János (1995)
- Soltész Árpád (1995)
- Nagy László (1996)
- Séra Miklós (1997)
- Sziklenka László (1997)
- Kása Ferenc (1998)
- Sári Nándor (1999)
- Székffy Géza (életmű) (1999)
- Simon Miklós (2000)
- Szabó Attila (2002)
- Barina József (2006)
- Agócs Mihály (2011)
- Szilárdi Katalin (2014)
- Csernák Károly (2019)
- Hüvös Viktor (2021)
- Csipes Ferenc (2022)
- Hadvina Gergely (2022)
- Hüttner Csaba (2023)
- Oláh Tamás (2024)

### Kerékpár
- Pelvássy Ferenc (1960)
- Karaki Zoltán (1960)
- Takács Gyula (2000)
- Illés Bálint (2011)

### Kézilabda
- Cséfai Sándor (1961)
- Mérai Ferenc (1961)
- Kolozs Ferenc (1961)
- Varga Jenő (1969)
- Dékán Rezső (1971)
- Török Bódog (1971)
- Elek Gyula (1979)
- Faludi Mihály (1979)
- Csík János (1981)
- Kovács László (1985)
- Joósz Attila (1987)
- Mocsai Lajos (1987)
- Laurencz László (1989)
- Szabó István (1989)
- Komáromi Ákos (1991)
- Lengyel Gábor (1991)
- Fazekas László (1994)
- Németh András (1997)
- Zsiga Gyula (1999)
- Kiss Szilárd (2000)
- Skaliczki László (2005)
- Hajdu János (2009)
- Róth Kálmán (2010)
- Köstner Vilmos (2019)

### Kick-box
- Zrínyi Miklós (2004)
- Király István (2014)

### Kosárlabda
- Hepp Ferenc (1961)
- Csányi Zoltán (1961)
- Eszéki Rezső (1961)
- Szabó János (1961)
- Páder János (1961)
- Gyimesi János (1961)
- Hercze Andor (1961)
- Kamarás István (1961)
- Dr. Vadászi Ede (1969)
- Verbényi József (1969)
- Bánki Ferenc (1970)
- Farkas József (1973)
- Balogh József (1975)
- Zsíros Tibor (1975)
- Bild Katalin (1981)
- Killik László (1981)
- Szabó Ödön (1981)
- dr. Ránky Mátyás (1985)
- Haris Ferenc (1985)
- Madacsay Miklós (1985)
- Ifj. Gyimesi János (1987)
- Adamik Ferenc (1991)
- Mészáros Lajos (2000)
- Rátgéber László (2003)
- Tax Imre (életmű) (2014)
- Sztojan Ivkovics (2020)

### Könnyűbúvár
- Ludwigh Zoltán (1983)
- Gyémánt Imre (1985)
- Kovács László (uszonyos és búvárúszás) (2000)

### Labdarúgás
- Baróti Lajos (1961)
- Bukovi Márton (1961)
- Csapkay Károly (1961)
- Ember József (1961)
- Jávor Pál (1961)
- Opata Zoltán (1961)
- Pálfai János (1961)
- Sebes Gusztáv (1961)
- Sós Károly (1961)
- Szabó Pál (1961)
- Titkos Pál (1961)
- Hajdu Andor (1961)
- Király Tivadar (1961)
- Mándi Gyula (1961)
- Volentik Béla (1961)
- Csanádi Árpád (1961)
- Szűcs Gyula (1961)
- Gyarmati János (1961)
- Lakat Károly (1961)
- Illovszky Rudolf (1961)
- Vadas Miklós (1962)
- Albert József (1962)
- Kapocsi Sándor (1962)
- Lyka Antal (1963)
- Tátrai Sándor (1965)
- Szűcs György (1967)
- Mészáros József (1967)
- Kalocsay Géza (1970)
- Kovács Imre (1973)
- Mezey György (1982)
- Mészöly Kálmán (1982)
- Keszthelyi Mihály (1983)
- Kovács Ferenc (1983)
- Dalnoki Jenő (1985)
- Garami József (1985)
- Komora Imre (1986)
- Verebes József (1987)
- Csank János (1995)
- Novák Dezső (1996)
- Bicskei Bertalan (1997)
- Egervári Sándor (2000)
- Temesvári Miklós (2010)
- Herczeg András (2020)

### Lovassport
- Kósa Reznek Jenő (1961)
- Bondor András (1961)
- Bodó Imre (1961)
- Lászai József (1961)
- Somogyi István (1961)
- Tóth Béla (1961)
- Machánszky Gyula (1961)
- Galkó Ernő (1969)
- Kollár Kornél (1969)
- Jávor György (1985)
- Dallos Gyula (1989)
- Széplaki Pál (2016)[1]

### Motorcsónak
- Kovács Ferenc (1989)

### Motorsport
- Zamecsnik Tivadar (1961)
- Szabó István (1961)
- Matykó Vilmos (1961)
- Mester Tivadar (1961)
- Králik Kálmán (1961)
- Kökényesi György (1989)

### Műkorcsolya
- Hatfalusy István (1970)
- Dillinger Rezső (1973)
- Jurek Eszter (1983)
- Berecz Ilona (1998)
- Száraz András (2004)

### Műugrás
- Nagy Károly (1961)
- Balla Béla (1961)
- Gerlach István (1987)
- Sauer László (1996)

### Ökölvívás
- Adler Zsigmond (1961)
- id. Szántó Imre (1961)
- Bondi Miksa (1961)
- Szegfy László (1961)
- Dobránszki István (1962)
- Énekes Árpád (1964)
- Szalay László (1970)
- Papp László (1971)
- Horváth József (1975)
- Kellner Ferenc (1979)
- Szabados Márton (1979)
- Füzesy Zoltán (1981)
- Horváth Géza (1985)
- Csötönyi Sándor (1989)
- Szántó József (1989)
- Bódis Gyula (1993)
- ifj. Szántó Imre (1997)
- Szakos József (1998)
- Balzsay Károly (2008)
- Kovács László (2013)

### Öttusa
- Kisgyörgy Lajos (1969)
- Tóth Béla (1969)
- Benedek Ferenc (1969)
- László István (1969)
- Nyulászi András (1970)
- Takács Andor (1977)
- Kováts Endre (1981)
- Mizsér Jenő (1981)
- Szabácsy István (1981)
- Páldi Péter (1981)
- Török Ferenc (1985)
- Barna Gyula (1987)
- Medvegy Iván (1987)
- Horváth László (1989)
- Illényi Pál (1989)
- Kancsal Tamás (1989)
- Kulcsár Antal (1989)
- Pálvölgyi Miklós (1989)
- Pécsi Gábor (1989)
- Hermann József (1989)
- Magyar Vilmos (1991)
- Száll Antal (1991)
- Villányi Zsigmond (1991)
- Sárfalvi Béla (1998)
- Korponai István (2002)
- Bognár Gábor (2003)
- Komlódy Zsolt (2005)
- Mészöly Gábor (2008)
- Hegedüs Ferenc (2010)
- Balaska Zsolt (2012)
- Takács Péter (2015)

### Rádióamatőr
- Venczel Miklós (1985)

### Ritmikus gimnasztika
- Berczik Sára (1963)
- Fülöpné Kovács Éva (1963)
- Dr. Abád Józsefné (Hauzer Henriette) (1977)
- Szécsényiné dr. Fekete Irén (1985)
- Gyerő Fritsch Zsuzsa (1996)

### Röplabda
- Spányik József (1961)
- Dr. Abád József (1961)
- Dr. Prohászka László (1961)
- Dr. Kohonicz József (1961)
- Bieliczky István (1964)
- Dr. Moss László (1964)
- Porubszky László (1969)
- Hennig Ernő (1977)
- Kotsis Attiláné (1977)
- Dunszt Ferenc (1983)
- Beregszászi Szabolcs (1985)
- Müller Ferenc (életmű) (1999)
- Garamvölgyi Mátyás (2004)

### Sakk
- Barcza Gedeon (1961)
- Dr. Bán Jenő (1961)
- Szabó László (1961)
- Dr. Szili József (1961)
- Flórián Tibor (1961)
- Papp Navarovszky László (1973)
- Jenei Ferenc (1973)
- Ozsváth András (1977)
- Portisch Lajos (1979)
- Varnusz Egon (1979)
- Bilek István (1981)
- Honfi Károly (1981)
- Karakas Éva (1981)
- Csom István (1983)
- Káposztás Miklós (1983)
- Lengyel Levente (1983)
- Haág Ervin (1985)
- Ribli Zoltán (1985)
- Papp Béla (1987)
- Dely Péter (1987)
- Tompa János (1989)
- Polgár László (1993)
- Dr. Hazay László (1999)

### Sí
- Darabos Sándor (1952)
- Kővári Károly (1961)
- Emánuel Antal (1961)
- Hemrik Ferenc (1961)
- Szalai László (1961)
- Beták Imre (1983)

### Sportakrobatika
- Kuba Tibor (1987)

### Sportlövészet
- Halasy Gyula (1961)
- Kisgyörgy Lajos (1962)
- Tóth Imre (1962)
- Takács Károly (1962)
- Dr. Szilágyi Virgil (1962)
- Balogh Ambrus (1962)
- Gulyás Gábor (1962)
- Rádai Imre (1962)
- Rudas Ferenc (1962)
- Ágoston Imre (1962)
- Faragó István (1962)
- Hevesi László (1962)
- Balázs József (1970)
- Vörös Balogh Lajos (1973)
- Dorcsák Lajos (1981)
- Gombos Sándor (1981)
- Hammerl László (1985)
- Fazekas Ferenc (1987)
- Nagy Béla (1987)
- Szucsák László (1989)
- Dobsa Aladár (1989)
- Papp Lajos (1989)
- Jenei István (1991)
- Vasvári Erzsébet (2015)
- Győrik Csaba (2024)

### Súlyemelés
- Keleti Kálmán (1961)
- Csinger Gyula (1961)
- Veres Győző (1964)
- Tóth Géza (1971)
- Orvos András (1973)
- Pál József (1981)
- Hanzlik János (1981)
- Horváth József (1981)
- Balogh István (1985)
- Leitner József (1989)
- Juhász István (1991)
- Zsuga Imre (2003)

### Taekwondo
- Patakfalvy Miklós (1997)

### Tájfutás
- Monspart Sarolta (1989)
- Dosek Ágoston (1996)
- Kárai Kázmér (2003)

### Teke
- Kovács László (1961)
- Escher Lajos (1961)
- Buruncz János (1961)
- Répási Ágoston (1962)
- B. Tóth László (1962)
- Kiss Pál (1964)
- Onozó István (1967)
- Kiricsi József (1973)
- Hankó György (1987)
- Rákos József (1987)
- Juhász László (1989)
- Tót Zsolt (1991)
- Kustán Jánosné Kecskés Ilona (1995)

### Tenisz
- Lovcsányi Jenő (1961)
- Studer Antal (1961)
- Somogyi József (1961)
- Szigeti Ferenc (1961)
- Szigeti Ottó (1961)
- Zeitner János (1961)
- Asbóth József (1961)
- Dörner László (1961)
- Bíró János (1961)
- Jákfalvy Béla (1969)
- Halmos Imre (1970)
- Kelemen Imre (1970)
- Zentai Ferenc (1977)
- Bujtás Sz. Balázs (1991)
- Balázs György (1997)

### Torna
- Aradi Gyula (1961)
- Nagy Jenőné (1961)
- Herpich Rezsőné (1961)
- Kerezsi Endre (1961)
- Kovács Zoltánné (1961)
- Dr. Krizsnetz Károlyné (1961)
- Dr. Kovács Lászlóné (1961)
- Péter Miklós (1961)
- Sárkány István (1961)
- Várkői Ferenc (1961)
- Bartha Lászlóné (1961)
- Dr. Sántha Lajos (1961)
- Romák Éva (1961)
- Horváth István (1963)
- Kocsis Mihály (1964)
- Békési Sándor (1964)
- Baranyai Lászlóné (1967)
- Borsos Jenő (1967)
- Csányi Rajmund (1973)
- Kabos Gábor (1973)
- Kertész Alíz (1973)
- Kabos Gábor (1973)
- Harmath József (1975)
- Vígh László (1975)
- Bordán Dezső (1977)
- Bejek Gézáné dr. Förstner Klára (1979)
- Benke Attiláné Balikó Györgyi (1981)
- Borsos János (1981)
- Kisteleki Antal (1981)
- Tass Olga (1981)
- Tóth Ernő (1983)
- Gerber László (1989)
- Lukács József (1989)
- Unyatyinszki Mihály (1991)
- Unyatyinszkiné Karakas Júlia (1991)
- Pálinkásiné Bathó Márta (1991)
- Limperger István (1994)
- Ziszisz Tanaszisz (1995)
- Maráczy Ernőné (1996)
- Vereczkei István (1999)
- Kovács István (2006)
- Laufer Béla (2012)

### Triatlon
- Zemen János (2006)

### Úszás
- Rajki Béla (1961)
- Sárosi Imre (1961)
- Schlenker Antal (1961)
- Bakó Jenő (1961)
- Bárány István (1961)
- Littomeritzky Mária (1969)
- Maróti László (1969)
- Székely Éva (1969)
- Hiedler Ottó (1973)
- Széchy Tamás (1973)
- Kiss László (1983)
- Major Miklósné Raphael Éva (1981)
- Nagy József (1985)
- Lőrincz Lászlóné (1985)
- Perjámosiné Tóth Erzsébet (1985)
- Tóth Ákos (1987)
- Turi György (1991)
- Széles Sándor (1991)
- Rátonyi Gábor (1991)
- Korényi Olga (Mészáros Andrásné) (1991)
- Kovácshegyi Ferenc (1991)
- Vajda Tamás (1993)
- Kiss Miklós (1995)
- Sós Csaba (1996)
- Banka Péter (1997)
- Selmeci Attila (1997)
- Gyertyánffy Tamás (2002)
- Petrov Anatolij (2005)
- Pecsics Zsuzsanna (2007)
- Fehérvári Balázs (2010)
- Virth Balázs (2013)
- Sántics Béla (2015)
- Nemes Zoltán (2019)
- Szokolai László (2021)
- Plagányi Zsolt (2023)
- Magyarovits Zoltán (2024)

### Vitorlássport
- Dolesch Iván (1962)
- Kővári Károly (1970)
- Sigmond András (1991)

### Vívás
- Bay Béla (1961)
- Hatz József (1961)
- Somos Béla (1961)
- Szabó László (1961)
- Szücs János (1961)
- Tary István (1961)
- Vass Imre (1961)
- Bánfay Benő (1961)
- Forró Sándor (1961)
- Kecskés István (1961)
- Nagy Árpád (1961)
- Belovai Péter (1961)
- Gerevich Aladár (1961)
- Beke Zoltán (1962)
- Tusnádi Alfréd (1962)
- Róna Ármin (1962)
- Hollós Endre (1962)
- Polgár József (1964)
- Berczelly Tibor (1964)
- Vass László (1964)
- Hollós Endre (1967)
- Enyedi Siegfried (1969)
- G. Kiss Gyula (1969)
- Lukovich István (1969)
- Somodi Lajos (1969)
- Szőcs Bertalan (1969)
- Váry Attila (1969)
- Mendelényi Tamás (1975)
- Zarándi Csaba (1975)
- Fülöp Mihály (1977)
- Gyuricza József (1977)
- Sákovics József (1977)
- Batizi Sándor (1979)
- Horváth Kornél (1981)
- Páldi Péter (1981)
- Pézsa Tibor (1983)
- Tolnay Kornél (1983)
- Kulcsár Győző (1985)
- Szlovenszky Lajos (1985)
- Beliczay Sándor (1989)
- Solti Antal (1989)
- Fröhlich Péter (1991)
- Szlávy Géza (1991)
- Udvarhelyi Gábor (1991)
- Kovács Tamás (1993)
- Kőrösi László (1993)
- Borosné Eitner Kinga (1995)
- Köves Mihály (1996)
- Skoró István (1998)
- Bódy István (1999)
- Kopetka Béla (2000)
- Somlai Béla (2004)
- Nedeczky György (2006)
- Gerevich György (2008)
- Bernát Zoltán (2009)
- Varga József (2011)
- Decsi István (2013)
- Feczer Viktor (2016)
- Gárdos Gábor (2018)
- Decsi András (2019)
- Halla Péter (2021)

### Vízilabda
- Rajki Béla (1952)
- Schlenker Antal (1952)
- Lemhényi Dezső (1961)
- Laky Károly (1961)
- Vértesy József (1961)
- Bozsi Mihály (1961)
- Brandi Jenő (1961)
- Keserű Alajos (1961)
- Bárány István (1961)
- Szittya Károly (1969)
- Somóczy Lóránt (1970)
- Goór István (1971)
- Gyarmati Dezső (1973)
- Bartalis István (1977)
- Czapkó Miklós (1977)
- Mayer Mihály (1983)
- Mohácsi Attila (1978)
- Rusorán Péter (1979)
- Dömötör Zoltán (1985)
- Babarczi Roland (1985)
- Bolvári Antal (1987)
- Koller István (1987)
- Konrád János (1989)
- Kemény Ferenc (1989)
- Urbán Lajos (1991)
- Königh György (1991)
- Tóth Gyula (1993)
- Markovits Kálmán (1994)
- Pék Gyula (1994)
- Kovács István (1995)
- Kemény Dénes (1995)
- Lihotzky Károly (1999)
- Godova Gábor (2000)
- Faragó Tamás (2003)
- Kásás Zoltán (2005)
- Merész András (2006)
- Földi László (2008)
- Horkai György (2013)
- Györe Lajos (2015)
- Märcz Tamás (2021)
- Bíró Attila (2022)